# Pilematechinus belyaevi
Pilematechinus belyaevi is een zee-egel uit de familie Urechinidae.
De wetenschappelijke naam van de soort werd in 1975 gepubliceerd door Alexander Mironov.